# Даніло Боза
Даніло Боза (порт. Danilo Boza, нар. 6 травня 1998, Рондонополіс) — бразильський футболіст, захисник японського клубу «Урава Ред Даймондс».

## Ігрова кар'єра
Народився 6 травня 1998 року в місті Рондонополіс. Розпочав займатись футболом у рідному місті, після чого тренувався в академії ряду бразильських клубів, останнім з яких став «Мірасол». У дорослому футболі дебютував 2016 року виступами за команду «Мірасол». З цієї команди здавався в оренду до клубів «Брага Б», «Фігейренсе», «Атлетіку Паранаенсе» та «Сантус».
На початку 2022 року перейшов до клубу «Жувентуде», але вже навесні був відданий в оренду до клубу «Васко да Гама». З 2023 року знову, цього разу два сезони захищав кольори клубу «Жувентуде». Граючи у складі «Жувентуде» також здебільшого виходив на поле в основному складі команди.
25 січня 2025 року за 1,5 млн доларів перейшов у японський клуб «Урава Ред Даймондс», підписавши контракт на один рік. Станом на 15 квітня 2025 року відіграв за команду з міста Сайтама 10 матчів в національному чемпіонаті.